# Liste der denkmalgeschützten Objekte in Kostelec u Stříbra
Grundlage dieser Liste der denkmalgeschützten Objekte in Kostelec u Stříbra ist die ÚSKP-Liste (Ústřední seznam kulturních památek České republiky, deutsch Zentrale Liste der Kulturdenkmäler der Tschechischen Republik), die von der tschechischen Denkmalschutzbehörde NPÚ (Národní památkový ústav, deutsch Nationale Denkmalbehörde) seit 1987 geführt wird und an die seit dem Jahr 1850 geschaffenen Listen anschließt.

## Denkmalgeschützte Objekte nach Ortsteilen

### Kostelec u Stříbra
| Lage                                                         | Objekt                                  | Beschreibung                                                   | ÚSKP-Nr.                  | Bild           |
| ------------------------------------------------------------ | --------------------------------------- | -------------------------------------------------------------- | ------------------------- | -------------- |
| östlich des Hofes Alfrédov, am Ufer des Touškovského Bach () | ebene befestigte Siedlung               | ebene befestigte Siedlung, archäologische Spuren               | 31268/4-1990 Info Katalog |                |
| Kostelec 42 (Standort)                                       | Bauernhof Alfrédov                      | Bauernhof Alfrédov                                             | 20195/4-4679 Info Katalog | BW             |
| nordöstlich der Ortschaft, beim Pfarrwald ()                 | vorgeschichtliche Grabstätte, Hügelgrab | vorgeschichtliche Grabstätte, Hügelgrab, archäologische Spuren | 42193/4-4065 Info Katalog |                |
| Kostelec (Standort)                                          | Kirche hl. Johannes der Täufer          | Kirche hl. Johannes der Täufer                                 | 46149/4-1787 Info Katalog | weitere Bilder |

### Nedražice
| Lage                   | Objekt                       | Beschreibung                         | ÚSKP-Nr.                  | Bild |
| ---------------------- | ---------------------------- | ------------------------------------ | ------------------------- | ---- |
| Nedražice (Standort)   | Göpel                        | landwirtschaftliches Gebäude - Göpel | 24588/4-3558 Info Katalog | BW   |
| Nedražice 1 (Standort) | Schloss Nedražice            | Schloss                              | 14899/4-1789 Info Katalog | BW   |
| Nedražice (Standort)   | Kapelle hl. Johannes Nepomuk | Kapelle hl. Johannes Nepomuk         | 20233/4-1790 Info Katalog | BW   |

### Ostrov u Stříbra
| Lage                                             | Objekt                                  | Beschreibung                                                   | ÚSKP-Nr.                  | Bild                            |
| ------------------------------------------------ | --------------------------------------- | -------------------------------------------------------------- | ------------------------- | ------------------------------- |
| im Wald etwa 0,7 km südwestlich der Ortschaft () | vorgeschichtliche Grabstätte, Hügelgrab | vorgeschichtliche Grabstätte, Hügelgrab, archäologische Spuren | 42140/4-4070 Info Katalog |                                 |
| Ostrov bei Stříbra (Standort)                    | Kapelle hl. Wenzel und Adalbert         | Kapelle hl. Wenzel und Adalbert                                | 41459/4-1827 Info Katalog | Kapelle hl. Wenzel und Adalbert |

### Vrhaveč
| Lage                                     | Objekt                                  | Beschreibung                                                   | ÚSKP-Nr.                  | Bild |
| ---------------------------------------- | --------------------------------------- | -------------------------------------------------------------- | ------------------------- | ---- |
| im Wald 0,6 km westlich der Ortschaft () | vorgeschichtliche Grabstätte, Hügelgrab | vorgeschichtliche Grabstätte, Hügelgrab, archäologische Spuren | 44720/4-1995 Info Katalog |      |